# Карлини, Оресте
Оресте Карлини (итал. Oreste Carlini; 1823, Сан-Кашано-ин-Валь-ди-Пеза — 12 октября 1902, Ливорно) — итальянский композитор и дирижёр.
Вначале работал в Ареццо, где были впервые поставлены его оперы «Ильдегонда» (1846), «Эгесипп» (1847) и «Биче дель Бальцо» (1853). Участвовал также в музыкальной жизни Флоренции, в 1873 г. получил вторую премию на конкурсе оркестровых увертюр, во Флоренции прозвучали премьеры опер «Габриэла ди Фалезия» (1865) и «Желанная свадьба» (итал. Nozze Sospirate; 1888) и оперетты «Назойливый одолевает скрягу» (итал. L'importuno vince l'avaro; 1873) — две последних в Театре Альфьери. Оперетта «Судейские черти» (итал. Diavoli della corte) прозвучала в 1890 г. в Турине и годом позже была с успехом поставлена в Мантуе. Приписываемое Карлини соавторство в опере «Остров пиратов» (фр. L'île des pirates; 1835, с Казимиром Жидом) — плод недоразумения, она принадлежит работавшему в Париже неаполитанцу Луиджи Карлини. Итальянская критика нередко была к Карлини благосклонна, иностранная чаще нет: так, обозреватель нидерландского журнала Caecilia охарактеризовал «Габриэлу ди Фалезия» как «рабское подражание (нидерл. slaafsche navolging) Россини, Доницетти и Верди», а писатель Монтгомери Кармайкл замечал по поводу сочинённого Карлини похоронного марша, что это типичный тосканский «сладкий, безмятежный, сангвинический» (англ. sweet, serene, sanguine) похоронный марш, музыка которого не сулит автору места в вечности.
В Ливорно на протяжении многих лет руководил городским духовым оркестром; для него написал множество сочинений, из которых наиболее известна фантазия «Полночь» (итал. La Mezzanotte).
Имя Карлини носит площадь в его родном городе.